# Savoryella aquatica
Savoryella aquatica är en svampart som beskrevs av K.D. Hyde 1993. Savoryella aquatica ingår i släktet Savoryella, klassen Sordariomycetes, divisionen sporsäcksvampar och riket svampar.   Inga underarter finns listade i Catalogue of Life.